# Trampolino elastico ai Giochi mondiali 2022 - Tumbling femminile
La gara del tumbling femminile di trampolino elastico ai Giochi mondiali 2022 si è svolta il 16 luglio 2022 a Birmingham.

## Risultati

### Qualificazioni
| Pos | Atleta                 | D Score | E Score | Penalità | Punteggio | Totale | Note |
| --- | ---------------------- | ------- | ------- | -------- | --------- | ------ | ---- |
| 1   | Miah Bruns             | 6.900   | 18.500  | -0.200   | 25.400    | 50.500 | Q    |
| 1   | Miah Bruns             | 6.900   | 18.400  |          | 25.100    | 50.500 | Q    |
| 2   | Candy Briere-Vetillard | 7.200   | 17.800  |          | 25.000    | 50.000 | Q    |
| 2   | Candy Briere-Vetillard | 6.500   | 18.500  |          | 25.000    | 50.000 | Q    |
| 3   | Breanah Cauchi         | 6.900   | 17.500  |          | 24.400    | 48.400 | Q    |
| 3   | Breanah Cauchi         | 6.200   | 17.800  |          | 24.000    | 48.400 | Q    |
| 4   | Eri Kitaori            | 6.500   | 17.200  |          | 23.700    | 46.500 | Q    |
| 4   | Eri Kitaori            | 5.200   | 17.600  |          | 22.800    | 46.500 | Q    |
| 5   | Daryna Koziarska       | 6.700   | 16.300  |          | 23.000    | 45.600 | Q    |
| 5   | Daryna Koziarska       | 5.900   | 16.700  |          | 22.600    | 45.600 | Q    |
| 6   | Sandra Zurek           | 6.200   | 16.600  |          | 22.800    | 44.700 | Q    |
| 6   | Sandra Zurek           | 4.400   | 17.500  |          | 21.900    | 44.700 | Q    |
| 7   | Sara Oerskov           | 6.500   | 16.800  | -0.200   | 23.300    | 44.500 | Q    |
| 7   | Sara Oerskov           | 6.700   | 14.700  |          | 21.200    | 44.500 | Q    |
| 8   | Matilde Girao          | 4.100   | 17.000  |          | 21.100    | 41.700 | Q    |
| 8   | Matilde Girao          | 3.900   | 16.700  |          | 20.600    | 41.700 | Q    |
| 9   | Taylor Pillinger       | 4.300   | 17.500  |          | 21.800    | 40.000 | R    |

### Semifinale
| Pos | Atleta                 | D Score | E Score | Penalità | Punteggio | Totale |
| --- | ---------------------- | ------- | ------- | -------- | --------- | ------ |
| 1   | Miah Bruns             | 6.900   | 18.700  |          | 25.600    | 25.600 |
| 2   | Candy Briere-Vetillard | 6.800   | 17.900  |          | 24.700    | 24.700 |
| 3   | Breanah Cauchi         | 6.900   | 17.500  |          | 24.400    | 24.400 |
| 4   | Sara Oerskov           | 6.500   | 17.400  |          | 23.900    | 23.900 |
| 5   | Eri Kitaori            | 6.500   | 17.300  |          | 23.800    | 23.800 |
| 6   | Daryna Koziarska       | 6.100   | 16.300  | -0.400   | 22.000    | 22.000 |
| 7   | Matilde Girao          | 4.100   | 16.900  |          | 21.000    | 21.000 |
| 8   | Sandra Zurek           | 3.000   | 15.800  |          | 18.800    | 18.800 |

### Finale
| Pos | Atleta                 | D Score | E Score | Penalità | Punteggio | Totale |
| --- | ---------------------- | ------- | ------- | -------- | --------- | ------ |
| 1   | Candy Briere-Vetillard | 7.500   | 18.800  |          | 26.300    | 26.300 |
| 2   | Miah Bruns             | 6.900   | 18.800  |          | 25.700    | 25.700 |
| 3   | Breanah Cauchi         | 7.700   | 16.700  |          | 24.400    | 24.400 |
| 4   | Sara Oerskov           | 3.700   | 16.100  |          | 19.800    | 19.800 |